# Дублёр начинает действовать
«Дублёр начинает действовать» — советский художественный фильм, производственная драма режиссёра Эрнеста Ясана. Натурные съёмки фильма проходили в Днепропетровске.

## Сюжет
Действие происходит в СССР, в начале 1980-х годов. С разрешения министерства на предприятии НПО «Электрон» начали эксперимент, в ходе которого руководящие посты на один месяц заняли молодые специалисты. Настоящие руководители отправились в отпуск. Перед тем как покинуть своё кресло, директор завода наставляет своего «дублёра»: «Не суй руку в работающий механизм». Между тем на заводе накопилось множество проблем. Они требуют остановки одного из цехов и проведения его капитального ремонта.
Старое руководство не решалось на такие жёсткие меры. Лишённые комплексов дублёры останавливают работу цеха и ставят под угрозу выполнение плана. Старое руководство, опасаясь катастрофы, прерывает отпуск и возвращается назад, пытаясь остановить эксперимент. Однако «дублёр» директора Борис Костин твёрдо стоит на своём, и его поддерживают местные партийные органы. Начавшиеся перемены необходимо закончить, люди должны понять то, что дальше так, как прежде, работать нельзя.
Параллельно с сюжетной линией производственной драмы развивается романтическая. Борис Костин, с которым пытается восстановить отношения его бывшая жена (в качестве режиссёра телевидения она берёт интервью у участников эксперимента, в том числе и самого Костина), находит свою любовь — молодую сотрудницу завода по имени Хейли из Прибалтики.

## В ролях
| Актёр                 | Роль                                                      |
| --------------------- | --------------------------------------------------------- |
| Борис Плотников       | Костин, дублёр директора завода                           |
| Михаил Глузский       | Цыбин, директор завода                                    |
| Игорь Горбачёв        | Паршин, директор завода-смежника                          |
| Александр Вдовин      | Александр Серёгин, дублёр начальника гальванического цеха |
| Пётр Юрченков-старший | Виталий Шнурков, дублёр главного инженера                 |
| Александр Романцов    | Петр Крошкин, дублёр заместителя директора завода         |
| Наталья Данилова      | Ольга, бывшая возлюбленная Костина, тележурналист         |
| Римма Коростелёва     | Хейли                                                     |
| Ольга Волкова         | Лидия Ивановна, секретарь директора завода                |
| Иван Краско           | Селин, начальник отдела снабжения                         |
| И. Гущева             |                                                           |
| Людмила Шевель        | Галина Сыроежкина, дублёр мастера                         |
| Валерий Барабашов     | Михаил Николаевич                                         |
| Н. Чирсков            |                                                           |
| А. Журавин            |                                                           |
| В. Шабалина           |                                                           |
| Г. Ложкин             |                                                           |
| Ю. Башков             |                                                           |
| Д. Кривцов            |                                                           |
| Сергей Беляцкий       | главный инженер (озвучил Александр Демьяненко)            |
| В. Герасименко        |                                                           |
| В. Границын           |                                                           |
| Светлана Григорьева   | Зоя                                                       |
| Е. Зубович            |                                                           |
| И. Каракоз            |                                                           |
| А. Кожевников         |                                                           |
| В. Кравченко          |                                                           |
| А. Курашев            |                                                           |
| Раиса Куркина         | мать Ольги                                                |
| А. Ластовский         |                                                           |
| В. Лукьянов           |                                                           |
| В. Максимов           |                                                           |
| Л. Никитина           |                                                           |
| И. Озеров             |                                                           |
| Н. Прокопенко         |                                                           |
| Валентина Пугачёва    | эпизод                                                    |
| Ю. Рагозин            |                                                           |
| Эрнст Романов         | Семёнов, инженер                                          |
| Т. Серова             |                                                           |
| В. Смоленская         |                                                           |
| Юрий Соловьёв         | парторг                                                   |
| Любовь Тищенко        | тётя Люба, мастер                                         |
| С. Чилей              |                                                           |
| В. Шувалов            |                                                           |
| Валерий Кухарешин     | эпизод                                                    |

## Съёмочная группа
- Авторы сценария: Валентин Черных, Эрнест Ясан, Пётр Корякин
- Режиссёр: Эрнест Ясан
- Оператор: Владимир Бурыкин
- Художник: Елена Фомина
- Художник-декоратор: Виктор Иванов
- Композитор: Вадим Биберган
- Звукооператор: Галина Голубева

## Фестивали и награды
- 1984 — XVII Всесоюзный кинофестиваль (Киев): в программе художественных фильмов специальный приз и диплом — фильму «Дублёр начинает действовать»[3][1].

## Технические данные
- Цветной, звуковой.